# 琅嬛记
《琅嬛记》為一本中國古典小說，題名元代伊士珍撰寫，也有研究表明為明朝人桑懌偽託。全書共三卷。第一篇記載琅嬛福地的傳說，遂以琅嬛记命名。
書中記載諸多荒誕不經或有神話傳說的故事存於其中，類似《山海經》。

## 參看
- 中國幽浮史
- 拾遺記
- 搜神記
- 博物志
- 山海經